# 龍田村 (香港)

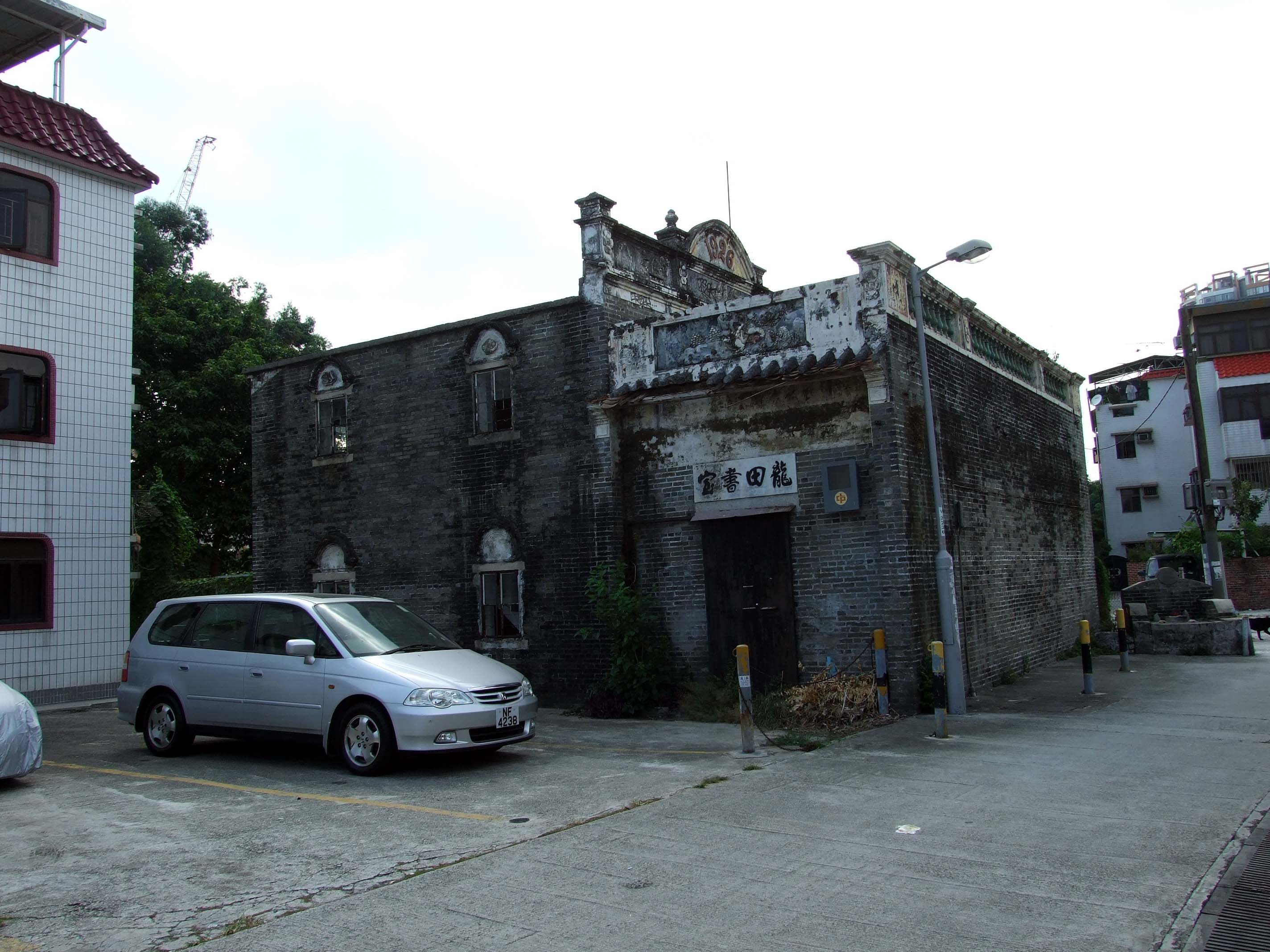
龍田書室

龍田村（英語：Lung Tin Tsuen）是香港一個位於元朗區十八鄉的村落，成立於1920年代。龍田村位於公庵路與十八鄉路交界，與馬田村為鄰。龍田村的範圍和規模較少，只有十數間村屋。龍田村是十八鄉鄉事委員會成員之一，擁有居民代表選舉資格，但並沒有原居民代表選舉資格。

## 歷史
龍田村是馬田村的分支村落，開村村民大多是由馬田村遷來的黃氏，居民以廣東台山人為主，分別由家鄉遷來或從美洲歸來。
祖籍台山都斛的黃恭盛三兄弟原本在加拿大經營洗衣生意，1910年代他們將生意出售並來到香港，並先後居於元朗舊墟和馬田村。黃恭盛是新墟磅秤公司「福濟堂」的老闆之一，曾中標為市場提供公秤服務。1920年代中，他向屏山鄧氏維新堂購入馬田村東南面的一片稻田定居建村，陸續建成祖堂書室和居所。同一時間，有些馬田村黃氏亦遷進龍田村居住。

## 建築

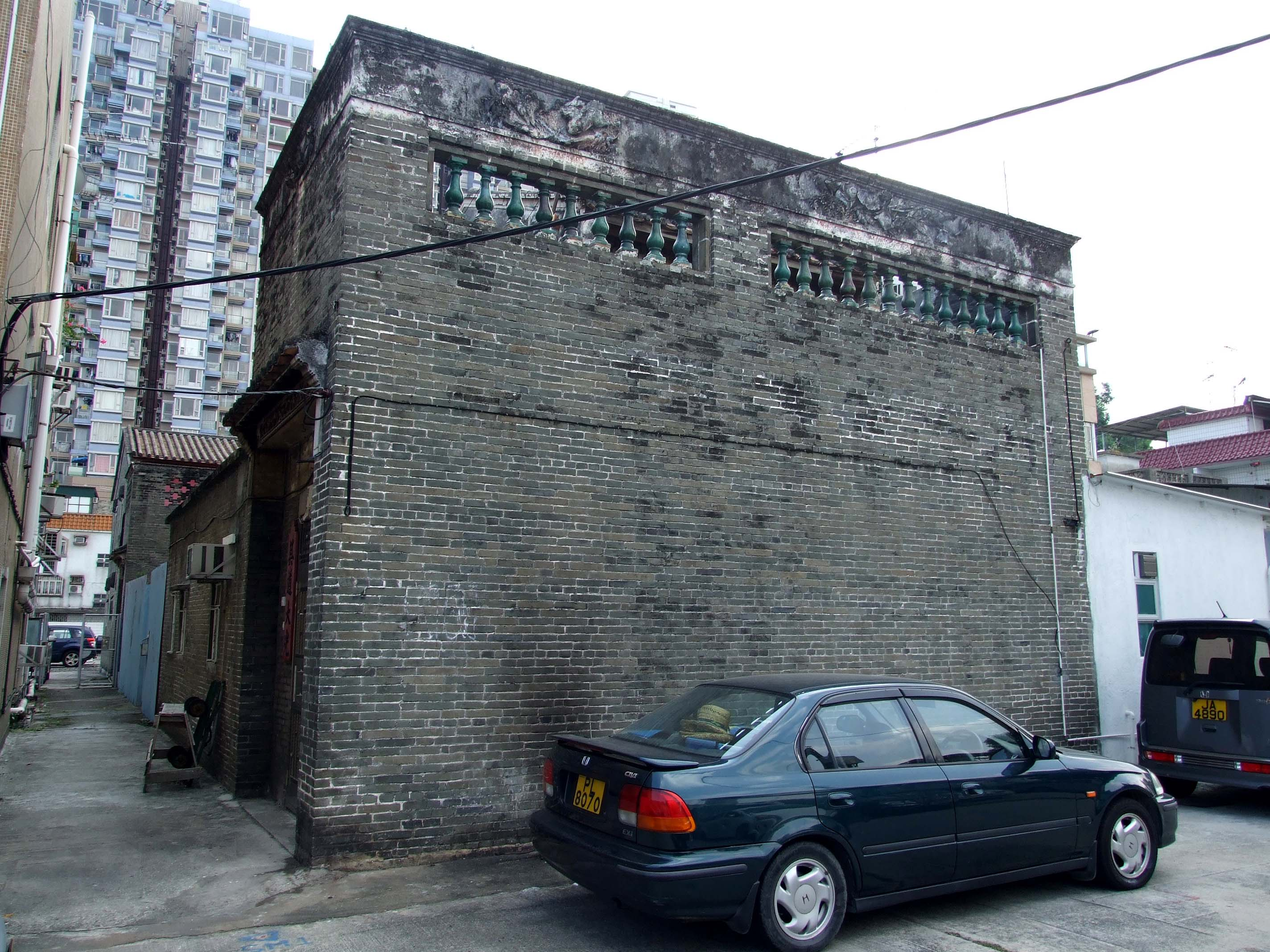
龍田村21號

- 龍田書室：由台山黃氏同義堂擁有，建於1926年，是一座兩層高的中式青磚建築，在戰前為附近鄉村的子弟提供教育，1990年代丟空至今，現時為香港二級歷史建築。[2]
- 龍田村23號：由黃恭盛擁有，建於1934年，是一座兩層高的中式青磚建築，現時為香港三級歷史建築。[3]
- 龍田村21號及22號：分別由墨西哥歸僑黃榮金、黃榮恩兄弟擁有，建於1931年，是一座兩層高的中式青磚建築，現時為香港三級歷史建築。[4][5]
- 文基公立學校：於1963年開辦的一所公立學校，於2010年代初拆卸。[6]

## 近年發展
自2000年代，龍田村周邊的地段相繼開始發展，十八鄉路於2006年通車，位於龍田村正對面的多層住宅屋苑原築於2008年落成，原築興建期間遭馬田村和龍田村村民強烈抗議，認為屏風樓式發展破壞鄉郊環境及鄉村風水。2021年，政府以收回《收回土地條例》強收屏山鄧氏為於原築旁邊的祖堂地，以發展資助房屋，再度引起爭議。

## 外部連結
- 居民代表選舉龍田（十八鄉）的劃定現有鄉村範圍（2019至2022年） （页面存档备份，存于）